# Gare de Caieiras
La gare de Caieiras (en portugais Estação Caieiras) est une gare ferroviaire de la ligne 7 (Rubis) de la Companhia Paulista de Trens Metropolitanos (CTPM). Elle est située Rodovia Tancredo Neves dans la municipalité de Caieiras à São Paulo, au Brésil.

## Situation ferroviaire

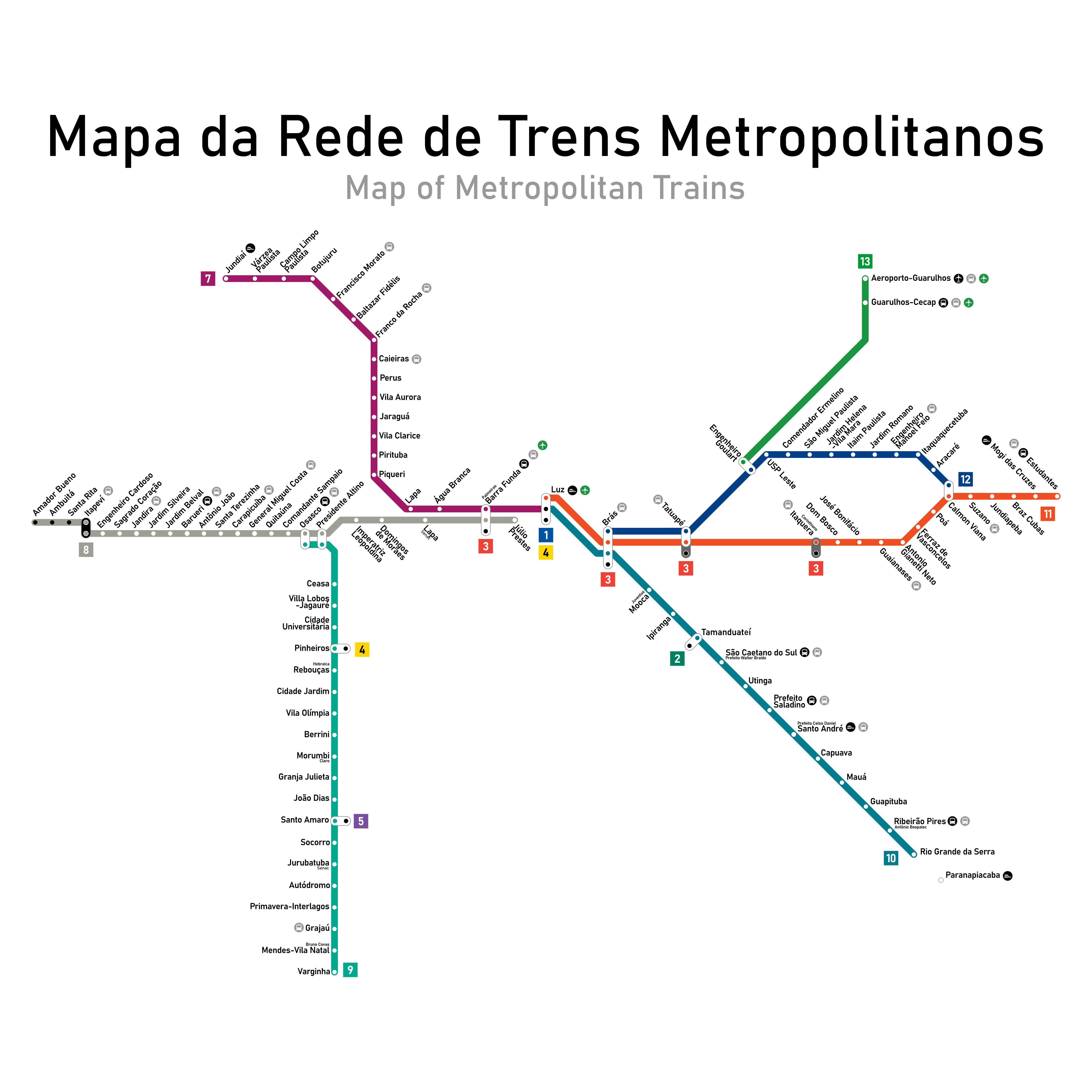
Plan des lignes de la CPTM (2020).

Établie à 721 mètres d'altitude, la gare de Caieiras est située sur la ligne 7 (Rubis) de la Companhia Paulista de Trens Metropolitanos (CTPM), entre la gare de Perus, en direction de la gare terminus de Brás, et la gare de Franco da Rocha, en direction de la gare terminus de Jundiaí. 

## Histoire
La gare de Caieiras est mise en service le 1er juillet 1883, sur la ligne de chemin de fer de São Paulo reliant Santos et Jundiaí.